# Seznam nigerijskih generalov
Seznam nigerijskih generalov.

## A
Sani Abacha -
Abdulsalam Abubakar - 
Ekpo Archibong -

## B
Ibrahim Babangida - 

## G
Yakubu Gowon - 

## I
Samaila Illya - 

## K
Gabriel Kpamber - 

## M
Victor Malu - 
Felix Mujakperuox - 